# داني هوتون (مغني)
داني هوتون (بالإنجليزية: Danny Hutton)‏ هو مغني أمريكي، ولد في 10 سبتمبر 1942 في Buncrana ‏ في جمهورية أيرلندا.

## وصلات خارجية
- داني هوتون على موقع IMDb (الإنجليزية)
- داني هوتون على موقع ميوزك برينز (الإنجليزية)
- داني هوتون على موقع إن إن دي بي (الإنجليزية)
- داني هوتون على موقع ديسكوغز (الإنجليزية)